# HBS Craeyenhout
Houdt Braef Stant Craeyenhout, in der Regel abgekürzt als HBS Craeyenhout, ist ein niederländischer Sportverein. Der Klub aus Den Haag ist vor allem für seine Fußballmannschaft bekannt, die zu den Anfangszeiten des niederländischen Fußballs dreimal Landesmeister wurde, zweimal den KNVB-Pokal gewann und lange Zeit in der ersten Spielklasse auflief, aber aufgrund des Festhaltens am Amateurstatus nach Einführung des Profifußballs in den 1950er Jahren in den unterklassigen Ligabereich abrutschte. Die Cricketmannschaft gewann viermal die nationale Meisterschaft.

## Geschichte

### Fußball
Am 7. Oktober 1893 gründeten drei Schüler der Hogere Burgerschool (HBS) in Den Haag einen „Football Club“, der 1898 mit Bezug auf die Initialen der Schule – auch in Abgrenzung zum HVV Den Haag („Haagse Voetbal Vereniging“ war die niederländische Variante von Den Haager Fußballverein) – sich den Namen Houdt Braef Stant gab. Bereits ab 1896 hatte der Klub erstmals an der niederländischen Meisterschaft teilgenommen, die seinerzeit ausschließlich aus Teilnehmern aus Den Haag, Amsterdam, Haarlem und Rotterdam bestand. Den ersten Titel holte er im Pokalwettbewerb 1900/01, im Endspiel wurde der seinerzeitige Rekordmeister RAP Amsterdam mit 4:3 geschlagen. 1904 gelang der erste Meisterschaftsgewinn, als die Mannschaft nach dem Sieg in der lokalen Staffel in der Endrunde sich gegen die beiden anderen Staffelsieger CVV Velocitas und EFC PW 1885 mit fünf Punkten aus vier Spielen durchsetzte. Zwei Jahre später holte sie erneut den Titel, in den dieses Mal in Hin- und Rückspiel ausgetragenen Meisterschaftsfinals gewann sie beide Spiele gegen den EFC PW 1885. Während sie in der Liga in den mittleren Tabellenbereich abrutschte, folgte 1908 der zweite Triumph im Landespokal, als VOC Rotterdam mit 3:1 besiegt wurde.
In der Spielzeit 1913/14 stand HBS Craeyenhout im Kampf um den Klassenerhalt, setzte sich dabei mit drei Punkten Vorsprung vor Tabellenschlusslicht und Absteiger Ajax Amsterdam durch. Auch in den folgenden Jahren gelangen nur Plätze im hinteren Tabellenbereich, ehe die Mannschaft 1920 nur um einen Punkt hinter VOC Rotterdam den erneuten Staffelsieg und damit die Teilnahme an der Meisterrunde verpasste. Nun platzierte sie sich in der Folge wieder regelmäßig in der oberen Tabellenhälfte und gewann 1925 wieder die Staffel. In der anschließenden Meisterrunde wurde nur das Spiel gegen Schlusslicht LAC Frisia 1883 Unentschieden beendet – der einzige Punkt des Klubs aus Leeuwarden in der Endrunde, mit 15 Punkten gewann der Klub nahezu unangefochten den dritten Meistertitel der Vereinsgeschichte. Vor Beginn des Zweiten Weltkriegs zeigte die Mannschaft wechselnde Erfolge und wurde in den Jahren 1929, 1933, 1934, 1936 und 1942 noch jeweils Vizemeister ihrer Staffel, zwischenzeitlich stand sie aber auch teilweise am Tabellende. Nach Kriegsende konnte sie nicht mehr an die Erfolge anknüpfen und landete häufiger in der unteren Tabellenhälfte, im Sommer 1954 stieg sie aus der Eersten Klasse in die Zweitklassigkeit ab. Mit Max Merkel, der seine erste Trainerstation antrat, gewann der Klub einen renommierten Spieler als neuen Cheftrainer. Dieser blieb jedoch nur kurz, um anschließend die niederländische Nationalmannschaft zu übernehmen.
Durch die Einführung der drei Profiligen Eredivisie, Eerste Divisie und Tweede Divisie rutschte der HBS Craeyenhout, der in der Tweeden klasse als zweithöchster Amateurliga verblieb, in die fünfthöchste Spielklasse ab. In den 1970er Jahren spielte die Mannschaft nur noch in der Derden klasse und zeitweise in der 1980er und 1990er Jahren nur noch in der Vierden klasse. Mit dem Wiederaufstieg in die Tweede Klasse 2001 begann ein Wiederaufstieg des Klubs, der ab 2003 wieder in der Eersten klasse und ab 2008 in der Hoofdklasse als höchster Amateurspielklasse antrat. Nach einer Ligareform blieb sie in der Spielklasse, die fortan nur noch die zweithöchste Amateurklasse war, spielte aber nach dem Aufstieg zwischen 2011 und 2019 in der Derde Divisie als vierthöchster niederländischer Spielklasse.

### Cricket
Im Sommer 1928 gründete sich formell eine Cricketmannschaft bei HBS, zuvor war bereits vereinzelt in den Sommermonaten gespielt worden. Die Mannschaft spielte lange Zeit in der Topklasse sowie der Hoofdklasse als die beiden höchsten Spielklassen des Landes. 1969 gewann die Mannschaft ihren ersten Meistertitel, zwischen 1978 und 1980 gelangen drei Titel in Folge.